# 半自动步枪

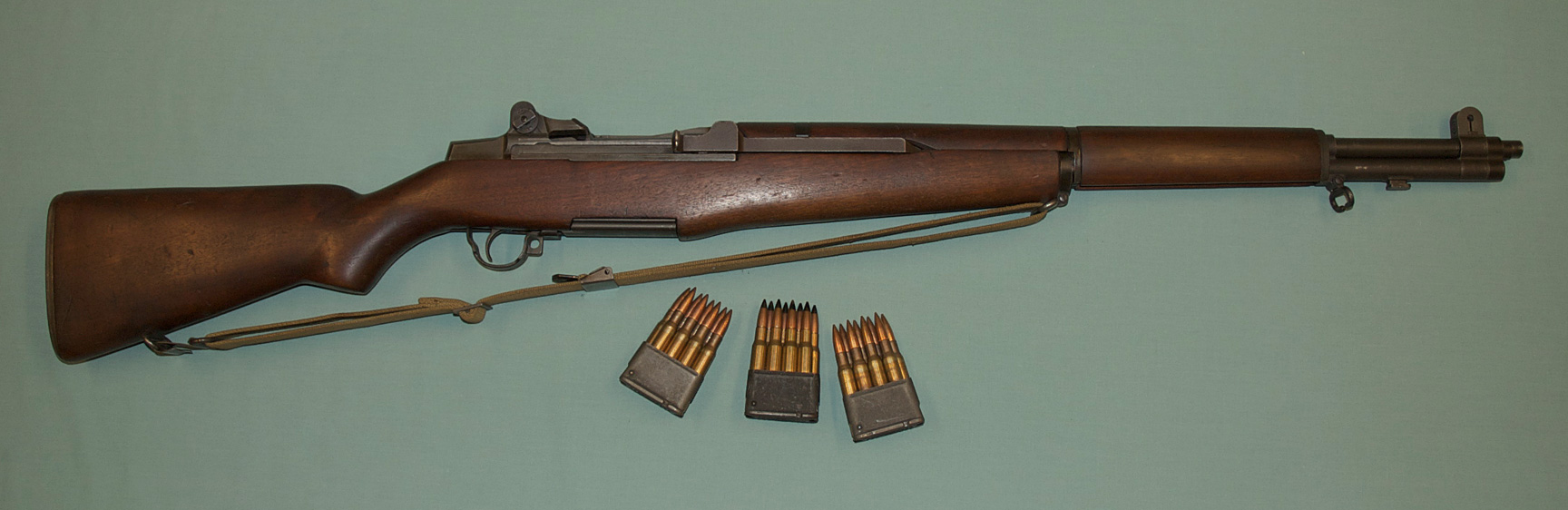
半自动的M1加蘭德步槍

半自动步枪（英語：semi-automatic rifle）是指枪机可以自动从弹匣向枪管推送弹药、但必须使用者手动介入才能完成击发的自动装填步枪（self-loading rifles）。半自动步枪的枪栓组件可以利用推动弹头的部分气体或後座力进行退弹壳和装弹，但是射手必须先要主动松开扳机才能让击发部件（扳机组件中的击锤或击针）和阻铁重新进入待发状态，然后再扣压扳机才能再次击发，因此每次扣住扳机只能射出一发子弹。相比之下，全自动步枪退弹装弹和重置击发的过程都是自动运行，因此只要保持扣压扳机会连续发射多发子弹。
半自动步枪比手動步枪射速高，所需的装填時間短，操作亦較簡易，具有更持續的火力。

## 歷史發展
一般認為1908年墨西哥上將曼努埃爾·蒙德拉貢發明的蒙德拉貢步槍，是史上第一支被軍方採用的半自動步槍，而真正的第一支半自動步槍是意大利的塞爾-瑞哥提（Cei-Rigotti）半自動步槍，該槍在1900年開發出來，但因為缺陷繁多所以沒有被軍隊採用。在第一次世界大戰期間，大英帝國、法國、德意志帝國、奧匈帝國、俄羅斯帝國及美國等列強均研制過半自動步槍，雖然有點型號裝備在軍隊中但只屬少量配備，戰爭結束後沒有再繼續使用及開發，或轉向研究及採用能進行全自動射擊的自动步枪。
到1930年代中期，美國開始以半自動操作的M1加蘭德步槍及M1卡賓槍取代手動的M1903春田步槍作為制式裝備，蘇聯也在開發SVT-40半自動步槍。在二次大戰前，大部分國家仍然以手動步槍作為軍隊的制式装备。然而開戰後單兵裝備的全自動武器，如衝鋒槍在戰場上展現出充沛火力，而美軍裝備的M1加蘭德步槍相對於傳統的手動步槍具有明顯射速優勢，各主要參戰國為提高步兵的持續火力，設計出各種不同口徑的半自动步枪，如德國的G41及G43（又名K43）、日本的四式步槍等。
納粹德國於二戰後期開始裝備StG44突擊步槍後，這款自動步槍立即受到同盟國的注意。到戰後蘇聯軍隊開始以AK自動步槍作為制式裝備，突擊步槍已成各國軍隊作為制式配備的趨勢，但半自動步槍仍活躍於韓戰，直至越戰後期，交戰雙方分別以AK及M-16自動步槍作為主要裝備，半自動步槍終於退居二線。
全自動操作的自動步槍雖然在1950年代起逐漸成為各國軍隊的制式槍械，但仍有不少自動步槍被改為半自動操作。例如北約在1950年代選定7.62×51mm NATO作為標準彈藥，相對於蘇聯的7.62×39mm彈藥，雖然維持較高的裝藥量可在射程及殺傷力取得優勢，但後座力較大導致槍口跳動嚴重，連射的準確度太差，缺乏實用價值，因此有不少士兵雖然獲配發自動步槍但仍多選擇單發射擊模式，有部分國家甚至直接將其制式的自動步槍改為只可半自動操作，如英國的L1A1 SLR。
在1970年代以後，世界各國的軍隊大多以自動步槍作為制式裝備，半自動步槍漸漸成為民間市場及部份受法律限制地區的警用武器，而生產商亦以突擊步槍及衝鋒槍改裝成半自動以擴大市場。雖然半自動步槍在射速上沒有優勢，但射擊穩定性較佳，而且可選用裝藥量較大的彈藥，適合中距離以上的精確射擊用途，因此仍常見於狙擊步槍及反器材步槍。

## 例子
- 蒙德拉貢步槍
- 毛瑟M1916步槍
- M1917RSC半自動步槍
- M1922 Bang步槍
- 劉式步槍
- M1加蘭德步槍
- 春田M1A半自動步槍
- SKS半自動步槍
- SVD狙擊步槍
- Gew 43步槍
- SVT-40半自動步槍
- 查爾頓自動步槍
- Ag M/42半自動步槍
- 拉希德卡賓棺
- AR-10自動步槍
- AR-15半自動步槍
- L1A1 SLR
- HK PSG1狙擊步槍
- HK SL8半自動步槍
- HK SL7半自動步槍
- HK SL6半自動步槍
- 法夸爾-曉爾步槍
- Kbsp wz. 1938M半自動步槍
- M1卡賓槍
- 春田M1A半自動步槍
- 儒格Mini-14半自動步槍
- M1941半自動步槍
- Gew 41步槍
- vz. 52半自動步槍
- MAS-49半自動步槍
- FN-49步槍
- 儒格10/22半自動步槍
- 馬林M60步槍
- 雷明登M7400步槍
- 雷明登M8步槍
- 溫徹斯特1907型半自動步槍
- 瓦爾特WA 2000狙擊步槍
- ZH-29步槍
- S&W M&P15-22步槍